# Leontopodium delavayanum
Leontopodium delavayanum là một loài thực vật có hoa trong họ Cúc. Loài này được Hand.-Mazz. mô tả khoa học đầu tiên.